# Riu Nabão
El riu Nabão és un riu portuguès afluent del Zêzere, que passa en la ciutat de Tomar. Naix al municipi d'Ansião, al llogaret Olhos de Água, i s'hi ajunta, a prop de 10 km de Tomar, a l'est d'Agroal, al municipi d'Ourém. El riu Nabão desemboca al marge dret del riu Zêzere, després d'un recorregut de 61,47 km. Té com a principals afluents el riu Beselga, la ribera d'Olival i la ribera de Seiça (també denominada ribera de Sabacheira).
Els darrers anys el riu Nabão ha estat molt contaminat per la indústria.

## Curs
39° 55' 08.1" N 8° 25' 33.1" O
El riu Nabão naix a una cota de 205 m a Olhos de Água, a la vila i municipi d'Ansião, formant part del sistema aqüífer Sicó-Alvaiázere.
Durant el curs de 61,47 km, el riu Nabão va de nord a sud. Amb un cabal mitjà d'11,56 m³/s, l'àrea de la conca n'és de 1.053 km².(3)
El jaç del riu Nabão connecta amb la serra del Sicó, d'Ameixieira, de Portela, d'Alvaiázere, de Santa Catarina, del Castelo, del Mosqueiro, del Moro, d'Ariques, Serra Pequena i Serra da Nova.(3)
El recorregut del riu Nabão envolta al municipi d'Ansião les freguesies d'Ansião, Châo de Couce, Lagarteira, Santiago da Guarda i Torre de Vale de Todos; al municipi d'Alvaiázere les freguesies d'Almoster i Pelmá; al municipi de Pombal la freguesia d'Abiul; al municipi d'Ourém les freguesies de Formigais, Freixianda i Rio de Couros i al municipi de Tomar les freguesies de Sabacheira, Madalena, Pedreira, Tomar, Sâo Pedro de Tomar, Além da Ribeira i Asseiceira.(3)
Canó fluviocàrsic
El riu Nabão, en travessar el Massís Calcari Estremeny en una vall profunda, presenta la part del seu recorregut més natural i gairebé sense marques humanes (tret de l'antiga Fàbrica de Paper de Porto de Cavaleiros, abandonada).
Els principals punts d'aquest recorregut són:
- Deu de Fonte Grande de Formigais;
- Desembocadura de la ribera de Sabacheira;
- Parc Natura d'Agroal;
- Passadís d'Agroal;
- Ullal i platja fluvial d'Agroal;
- Captació d'aigua de Mendacha;[4][5][6]
- Deu i platja de Mendacha;
- Porto de Cavaleiros (assut de la fàbrica);
- Coves i platja de Lapas;
- Platja fluvial de Sobreirinho;
- Platja fluvial de Fonte do Caldeirão;
- Assut de pedra i tanca de la Fàbrica de Filatura;[7]

Afluents
El riu Nabão té com a principals afluents la ribera de Beselga, la ribera d'Olival i la de Seiça (també denominada ribera de Sabacheira, en el tram final fins a la desembocadura, a la freguesia del mateix nom).(3)
Desembocadura
39° 31' 13.9" N 8° 21' 20.6" O
El riu Nabão desemboca al riu Zêzere al costat de Foz do Rio (Tomar).(3)

## Història
El seu nom romà era Nabanus.
En l'edat mitjana aquest riu s'anomenava també Tomar o Thomar i a la part superior era denominat Tomarel. Uns documents del segle xii atribuïts al bisbe de Lisboa, don Gilberto, es refereixen a un "Portus de Thomar", en la definició dels límits territorials de Castelo de Cera. Pel context es comprén que aquesta referència correspon a una travessia (Portus) d'un curs d'aigua, situada probablement entre Formigais i Rio de Couros. El 1542 el "Tombo dos Bens e Direitos da Mesa Mestral", amb data del 6 de maig, de Pedro Álvares, és perfectament clar respecte a aquesta designació del riu Tomar, encara en ús en l'època.
Amorim Rosa parla de registres històrics de grans riuades al 1550, en la segona meitat del segle xvii, a la fi del segle xviii, el 1852 i el 1909.